# Claes Jansz Visscher
Pour les articles homonymes, voir Visscher.
Claes Jansz. Visscher ou  Claes Jansz. Visscher II ou Nicolas Jansz. Visscher II ou sous sa forme latinisée Nicolas Joannes Piscator, né en 1587 à Amsterdam où il est mort le 19 juin 1652, est un dessinateur, graveur, imprimeur et éditeur néerlandais. Il est le père de Nicolas Visscher (1618 – 1679) et le grand-père de Nicolaes Visscher II (en) (1649 – 1702), tous deux cartographes.

## Biographie
Visscher apprend l'art de la gravure et de l'impression auprès de son père qui a développé une entreprise d'édition et d'impression particulièrement florissante, grâce aux nombreuses commandes de cartes géographiques et au renouvellement de l'édition des bibles avec l'émergence de la Réforme protestante. La renommée de l'atelier familial Visscher est dédoublée par le fait que le traducteur de la nouvelle édition de la Bible, Johannes Piscator, porte le même nom, sans toutefois avoir de lien de parenté avec les Visscher. Claes Jansz. Visscher II grave de nombreuses plaques, environ 200, de grande qualité, représentant des cartes géographiques, des portraits ainsi que des paysages.  Il a également publié les œuvres imprimées d'Esaias van de Velde et David Vinckboons. Il a eu une grande influence sur l’œuvre de Roelant Roghman et de sa sœur Geertruyd. 

## Œuvres
- Les Petits Paysages du Maître des Petits Paysages, selon lui d'après Pieter Brueghel l'Ancien.
- Vue d'un château[2], Rijksmuseum, Amsterdam.
- Carte de Paris, avec vue aérienne depuis l'ouest, réalisée en 1618. Y apparaissent l'enceinte de Philippe Auguste en rive gauche (à droite de l'image), l'enceinte de Charles V en rive droite et les fossés des enceintes de Paris au premier plan.

Vue de Paris en 1618.
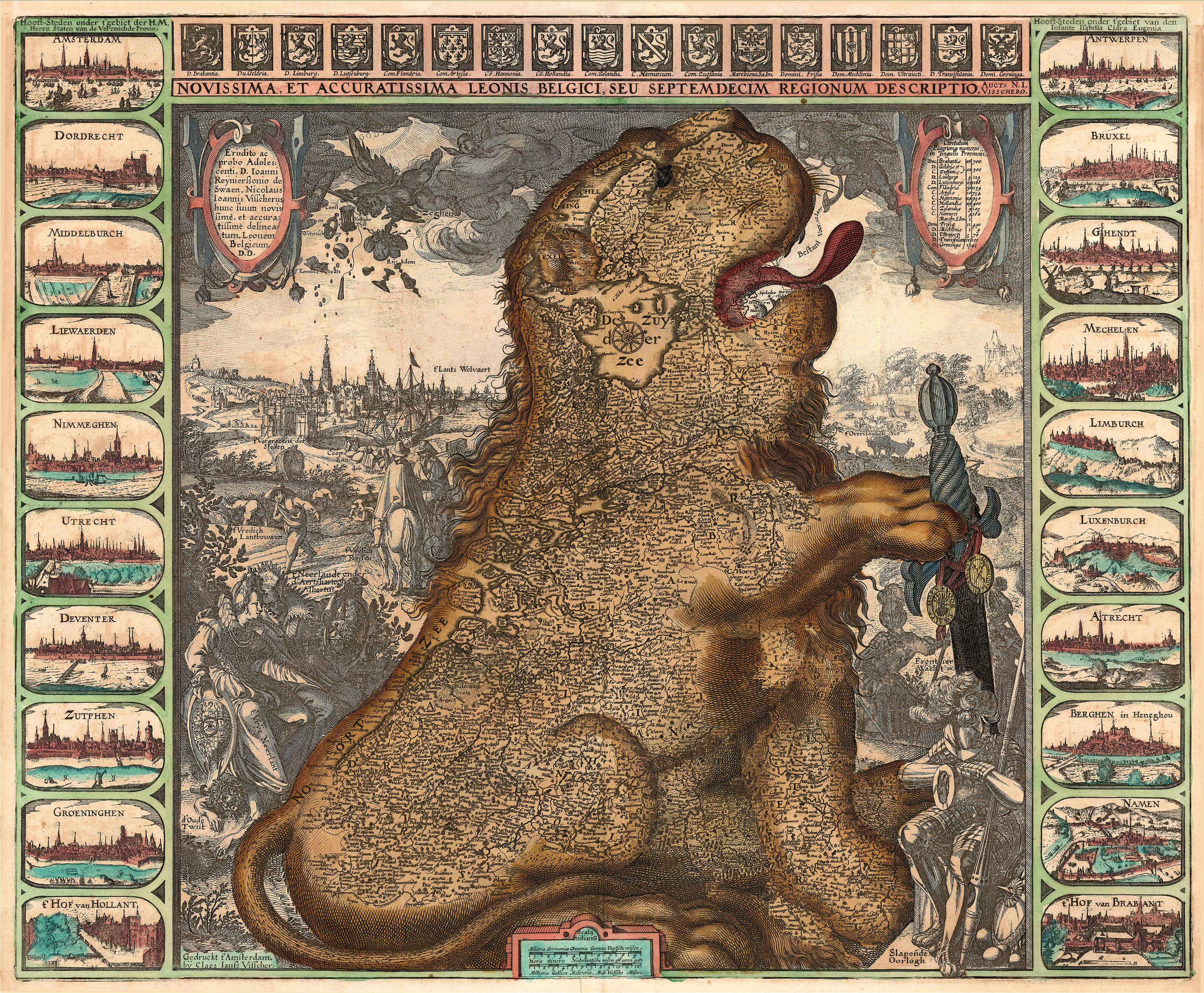
Claes Jansz. Visscher, Leo Belgicus, 1609.

### Impressions et rééditions
Claes Jansz. Visscher réédite des gravures de ses contemporains et de ses prédécesseurs, auxquelles il ajoute son monogramme suivit de la mention "ex.". C'est le cas, par exemple pour le Saint Antoine d'Antoine Wierix (copié d'après Schongauer) et pour Le Christ trônant et bénissant de Martin Schongauer.